# Healy (Alaszka)
Healy település az Amerikai Egyesült Államok Alaszka államában, Denali megyében, melynek megyeszékhelye is. Lakosainak száma 966 fő (2020. április 1.).

## Népesség
A település népességének változása:

| 2010 | 1 021 |
| 2020 | 966   |